# Солецизм
Солеци́зм (лат. soloecismus от др.-греч. σολοικισμός от названия Σόλοι) — неправильный языковой оборот как элемент стиля: употребление нелитературного слова или словосочетания. В риторике солецизмом назывался вообще неправильный языковой оборот. В лингвистике обычно используется более узкий смысл, в котором так называется неправильный синтаксический оборот, ошибка в выборе грамматических форм для какого-либо синтаксического построения. В переносном смысле (ошибка музыкального синтаксиса) термин встречается также в теории музыки.

## Термин
Термин «солецизм» был произведён античными риторами от названия города Солы, греческой колонии в Киликии, Малая Азия. Город был основан колонистами из Аргоса и Линдоса (Родос), но потомки переселенцев, смешавшись с местным населением, нечисто говорили по-аттически. Термин встречается в «Риторике для Геренния» (IV, 17), у Квинтилиана (Inst. orat. I, 5), Авла Геллия (Noctes Att. V, 20), Элия Доната (Ars maior grammatica, II, 17), Мавра Сервия Гонората (Commentarius in Artem Donati) и других древнеримских авторов.

## Лингвистика
Солецизм, как правило, возникает при нарушении правил согласования членов предложения или правил согласования главных и придаточных предложений.
Примеры нарушения согласования членов предложения:
- «Кто нуждается в санаторном лечении, необходимо обеспечить его» (вместо «…будет им обеспечен»).
- «Один или два моих товарищей» (вместо «…или двое моих товарищей»).
- «Сколько время?» (вместо «Сколько времени?»).
- «Мне совестно, как честный офицер» (А. С. Грибоедов. Горе от ума).

Пример нарушения согласования предложений:
- «Надо учить русский язык, не делать много ошибок» или «Надо быстро шагать, быстрее дойти» — для несогласованности сложного предложения достаточно опустить или неправильно использовать союз — без союза «чтобы» придаточные предложения в примерах не вполне согласованы с главными. Также согласование придаточного предложения с главным будет нарушено при неправильном использовании союзов — например, если вместо изъяснительного союза (в данном случае «чтобы») использовать, например, противительный «а».

Пример других солецизмов в русском языке:
- «Если бы вы захотели бы»

Несогласованный деепричастный оборот:
- «Приехав в Белев, по счастию попалась нам хорошая квартира» и др. (Д. И. Фонвизин. Письма к родным)
- «Хоть я и не пророк, но, видя мотылька, что он вкруг свечки вьётся, пророчество почти всегда мне удаётся» (И. А. Крылов. Плотичка)
- «Вы согласитесь, что, имея право выбирать оружие, жизнь его была в моих руках, а моя почти безопасна: я мог бы приписать умеренность мою одному великодушию, но не хочу лгать» (А. С. Пушкин. Выстрел)
- «Сначала он удивлялся и хотел понять, что это значило; потом, убедившись, что понять этого он не может, ему стало скучно» и др. (Л. Н. Толстой. Анна Каренина)
- «Подъезжая к сией станцыи и глядя на природу в окно, у меня слетела шляпа» (А. П. Чехов. Жалобная книга)
- «Будучи не в состоянии удержаться в равновесии на лыжах и не обладая никаким опытом для пребывания на льду, его возможности на возвращение к цивилизации были бы весьма невелики» (Руал Амундсен. Южный полюс / Перевод с норвежского М. П. Дьяконовой, под редакцией М. А. Дьяконова)

Пример во французском языке:
- Quoiqu’il est tard, вместо Quoiqu’il soit tard.

Пример в английском языке:
- Field of Cloth of Gold

В португальском языке солецизмы применяются очень часто в устной речи бразильцами, к примеру:
- Fazem vinte anos, вместо Faz vinte anos.
- Cheguei em Fortaleza, вместо Cheguei a Fortaleza.

В бразильской популярной музыке Северо-Востока (штаты Баия, Сержипи, Алагоас, Пернамбуку, Параиба, Риу-Гранди-ду-Норти, Сеара, Пиауи и Мараньян) они применяются как показатель простонародной местной речи:
- Não te esqueça que sou dono dos teus olho, вместо Não te esqueças que sou dono dos teus olhos.
- Nega, não despreza o teu nego, não me deixa tão sozinho, вместо Nega, não desprezes o teu nego, não me deixes tão sozinho.
- Seu doutor, os nordestino tem muita gratidão, вместо Seu doutor, os nordestinos têm muita gratidão.
- Nós já cantemos o baião, o pé de serra… вместо Nós já cantamos o baião, o pé de serra…

## Риторика
Солецизмы характерны для разговорной речи, просторечия, диалектной речи, и их избегают в литературном языке. Поэтому солецизм используется как риторическая фигура для имитации низкого или разговорного стиля.
В число солецизмов в широком (риторическом) смысле включались плеоназм, эллипсис, эналлага и анаколуф (последний в значительной мере совпадает с солецизмом в лингвистическом смысле).

## Теория музыки
Солецизм в переносном смысле (ошибка в «музыкальном синтаксисе») изредка встречается в теории музыки. Например, Рене Декарт («Compendium musicae», 1618) писал: «Из сказанного следует, что мы можем писать музыку без грубых ошибок и солецизмов, если будем соблюдать следующие три правила» <...>  Термин soloecismus встречается также в трактатах Псевдо-Муриса («Summa musicae», XIII век), Иоахима Бурмейстера («Musica poetica», 1606), Георга Либана («De accentuum ecclesiasticorum exquisita ratione», 1539) и других.